# SMOOTH STYLE
『SMOOTH STYLE』（スムース・スタイル）は、JFNCの制作により、JFN系列各局で放送されていたラジオ番組である。放送期間は不明。
基本配信時間は毎週日曜 19:00 - 19:55（日本標準時）。

## 概要
番組冒頭で、「SMOOTH STYLE FROM NEWYORK」といっているように、この番組はニューヨークの風を感じることのできる番組である。ところで、ニューヨークの風を感じることのできるもう一つの番組は、土曜深夜の「WORLD MUSIX LIVE FROM NEWYORK」である。これは、JFNのニューヨークにあるスタジオからの生放送だが、この番組がJFN NYスタジオからの放送かどうかは、分かっていない。
また、この時間帯を単発枠に選ぶことが多く、休止する場合があった。

## DJ

### 現在
金子奈緒

### 過去
武居“M”征吾

## ネット局
日曜18:00～18:55
- FM岡山

日曜19:00～19:55
- FM青森
- FM岩手
- FM秋田
- FMぐんま
- RADIO BERRY
- FMとやま
- FM福井
- FM長野
- Radio 80
- Radio CUBE FM三重

- e-radio
- Kiss-FM KOBE
- V-air
- FM山口
- FM徳島
- Hi-Six
- FM佐賀
- FM熊本
- SMILE-FM
- FM沖縄

日曜21:00～21:55
- Boy-FM

日曜22:00～22:55
- HELLO FIVE
- K-MIX

土曜19:00～19:55
- FM香川